# Zygomyia planitarsata
Zygomyia planitarsata är en tvåvingeart som beskrevs av Becker 1908. Zygomyia planitarsata ingår i släktet Zygomyia och familjen svampmyggor.
Artens utbredningsområde är Kanarieöarna. Inga underarter finns listade i Catalogue of Life.